# 日本擬奈氏鱈
日本擬奈氏鱈，為輻鰭魚綱鱈形目鼠尾鱈科的其中一種，分布於西北太平洋日本海域，屬深海底棲性魚類，深度可達1690公尺，體長可達34公分，棲息在大陸坡底層水域，生活習性不明。

## 扩展阅读
維基物種上的相關：日本擬奈氏鱈